# Sallie Harmsen
Sallie Harmsen (Amsterdam, 2 mei 1989) is een Nederlandse actrice, voornamelijk bekend om haar met een voor een Gouden Kalf genomineerde rol in de film Het echte leven. Daarnaast had ze een bijrol in De Heineken Ontvoering. Ze was op televisie te zien in De geheimen van Barslet, Oom Henk en Voetbalmaffia, en op het toneel in Breaking The News van Orkater. Ze studeerde in 2012 af aan de Toneelacademie Maastricht. Van 2013 tot en met 2017 was ze verbonden aan Het Nationale Toneel.

## Biografie
Harmsen werd geboren in de Nieuwmarktbuurt in Amsterdam. In diezelfde buurt ging ze naar de katholieke basisschool Sint Antonius. Terwijl ze het vwo volgde op het Montessori Lyceum in Amsterdam schreef ze artikelen voor Spunk.nl.
Na het behalen van haar vwo-diploma besloot Harmsen een tussenjaar te nemen. In dat jaar (2008) nam ze met regisseur Robert Jan Westdijk (Zusje) Het echte leven op; haar eerste hoofdrol in een speelfilm die haar een nominatie opleverde voor het Gouden Kalf voor Beste Actrice. Daarvoor was ze onder andere te zien in de succesvolle familiefilm Het paard van Sinterklaas en de opvolger Waar is het paard van Sinterklaas?.
Hoewel Harmsen twijfelde tussen de kunstacademie, de toneelschool en het conservatorium, besloot ze auditie te doen op de toneelscholen in Amsterdam, Arnhem en Maastricht. Ze werd aangenomen op zowel de Amsterdamse Toneelschool&Kleinkunstacademie als de Toneelacademie Maastricht en koos voor de laatste; ze studeerde er tussen 2009 en 2012. In 2012 liep ze stage bij Orkater in de voorstelling Breaking The News. Daarna volgde een tijd (2013-2017) bij Het Nationale Toneel, terwijl ze in die periode in allerlei toneelstukken en televisieseries meespeelde. 
In 2017 speelde ze in Blade Runner 2049.

## Filmografie

### Film
- 2024: Het boek van alle dingen - Moeder / Jezus
- 2023: Oei, ik groei! - Anne
- 2023: De Stamhouder - Ellen
- 2023: De vuurlinie - Mirjam van den Hoven
- 2023: Noise - Liv
- 2022: Moloch - Betriek
- 2022: Zee van tijd - Johanna (jong)
- 2020 The Postcard Killings - Nienke
- 2017: Blade Runner 2049 - Vrouwelijke Replicant
- 2017: Al was het maar voor even (korte film) - Emily
- 2015: Het mooiste wat er is - Do(minique)
- 2014: Lucia de B. - Judith Jansen
- 2014: Kenau - Kathelijne van Kenau
- 2012: Steekspel - Nadja
- 2012: Telefilm: Bowy is binnen - Sara
- 2012: Oom Henk - Sophie
- 2011: De Heineken Ontvoering - Lisa
- 2011: Pizza Maffia - Alice
- 2010: Loft - Sarah Lunter
- 2010: Het beloofde pand (korte film) - Julie
- 2010: Sterke Verhalen - Sanne
- 2009: Alex in Amsterdam - Lotte
- 2009: De vliegenierster van Kazbek - Kaat
- 2008: Het echte leven - Simone
- 2007: Waar is het paard van Sinterklaas? - Sofie
- 2007: De muze
- 2005: Brommermeisjes (korte film) - Kiki
- 2005: Het paard van Sinterklaas - Sofie
- 2005: Guernsey - buurmeisje

### Televisie
- 2024: Until I Kill You - Astrid de Vries
- 2024: Sphinx - Roosje
- 2022: De stamhouder - Ellen Dormeier
- 2020: Doodstil - Puk het nichtje van Luther
- 2020: Devils - Carrie Price
- 2019: Heirs of the Night - Tonka of Upirly
- 2017: Voetbalmaffia - Renate
- 2016: De Jacht
- 2016: Catch - Kim
- 2013: &Me - Julia
- 2012: De geheimen van Barslet - Manon de Vries
- 2011: Hart tegen Hard - Layla
- 2008: Flikken Maastricht - Sanne Richters
- 2004: Snacken - Sanne

## Theater
- 2017: Jeanne d'Arc, Jeanne d'Arc (Het Nationale Toneel, regie: Theu Boermans)
- 2015: The little foxes, Alexandra (Het Nationale Toneel, regie: Antoine Uitdehaag)
- 2015: Drie zusters, Irina (Het Nationale Toneel, regie: Theu Boermans)
- 2015: Polleke, Polleke (NTjong en Het Nationale Toneel, regie: Noël Fischer)
- 2014: Elektra, Chrysothemis (Het Nationale Toneel, regie: Casper Vandeputte)
- 2014: Tasso, Eleonore (Het Nationale Toneel, regie: Theu Boermans)
- 2014: Vrijdag, Christiane (Het Nationale Toneel, regie: Casper Vandeputte)
- 2013: Nieuwspoort (Het Nationale Toneel, regie: Casper Vandeputte)
- 2013: De Wannseeconferentie (Het Nationale Toneel, regie: Johan Doesburg)
- 2013: Het stenen bruidsbed (Het Nationale Toneel, regie: Johan Doesburg)
- 2012: Midzomernachtdroom (Het Nationale Toneel, regie: Theu Boermans)
- 2012: Breaking The News (Orkater)
- 2010: Komt u maar (Theater Artemis)

## Prijzen
- In 2015 won ze de Guido de Moor-prijs voor haar rollen in Polleke, Vrijdag en Tasso bij Het Nationale Toneel
- In 2015 kreeg ze een Zilveren Krekel voor haar rol in Polleke
- In 2010 won ze de CosmoGIRL! Born To Lead Award in de categorie 'Rising Star'
- In 2008 werd ze genomineerd voor een Gouden Kalf voor Beste Actrice voor haar rol in Het Echte Leven.